# Réda Ârâr
 (mai 2019).
Pour les articles homonymes, voir Arar (homonymie).
Réda Ârâr est un footballeur algérien né le 27 janvier 1980 à Annaba. Il évoluait au poste d'arrière droit.

## Biographie
Réda Ârâr évolue en première division algérienne avec les clubs du CA Batna, de l'USM Annaba, et de l'AS Khroub. Il dispute un total de 188 matchs en première division, inscrivant un but.